# Унтергахінг (футбольний клуб)
«Унтергахінг» (нім. «SpVgg Unterhaching») — німецький спортивний клуб з міста Унтергахінг біля Мюнхена. Футбольна команда клубу широко відома і представляє місто в третій Бундеслізі. Заснований 1 січня 1925 року.